# Бьянка Бьянки
Бьянка Бьянки (итал. Bianca Bianchi, настоящее имя Берта Шварц, нем. Bertha Schwarz; 28 января 1855, Гейдельберг — 16 февраля 1947, Зальцбург) — австрийская певица (колоратурное сопрано). В 1897 г. вышла замуж за известного оперного импресарио Бернхарда Поллини.
Дочь театральных актёров, игравших в придворном театре в Мангейме. В семилетнем возрасте впервые вышла на сцену. В 1869—1870 гг. училась у Аурелии Йегер-Вильчек в Хайдельберге, затем пела в хоре в Карлсруэ. Занималась вокалом в Париже у Полины Виардо. В 1873 г. получила первый ангажемент в Гамбургской опере и дебютировала в партии Барбарины («Свадьба Фигаро» Моцарта). В 1874 г. в качестве приглашённой солистки пела в лондонском оперном театре Ковент-Гарден, затем вернулась в Гамбург. В 1877—1880 гг. солистка Карлсбадской оперы, в 1878 г. с успехом дебютировала на сцене Венской придворной оперы в партии Армины («Сомнамбула» Беллини). До 1887 г. солистка Венской придворной оперы, затем Мюнхенской (1887—1889 и 1895—1898), Будапештской (1889—1895) и Гамбургской (1898—1901). Гастролировала в Санкт-Петербурге (1882) и Москве (1888).
Для выступления Бьянки на большом благотворительном концерте был написан вальс Иоганна Штрауса-сына «Голоса весны» (нем. Frühlingsstimmen; 1883) — в дальнейшем Бьянки любила петь этот вальс в качестве вставного номера в опере Лео Делиба «Так сказал король». Положительный отзыв прессы получил концерт 13 ноября 1889 года в Будапеште, в котором Бьянки впервые исполнила три песни Густава Малера под аккомпанемент автора.
По завершении сценической карьеры в 1903—1914 гг. преподавала в Мюнхенской академии музыки, в 1914—1928 гг. в зальцбургском Моцартеуме.
В честь певицы назван астероид (218) Бианка, открытый в 1880 году Иоганном Пализой.